# Eric Elliott
Eric Lee Elliott (* 26. September 1969) ist ein ehemaliger US-amerikanisch-polnischer Basketballspieler.

## Werdegang
Als Student spielte Elliott in seinem Heimatland von 1987 bis 1991 für die Hochschulmannschaft des Hope Colleges. Um eine Laufbahn als Berufsbasketballspieler einzuschlagen, ging er nach Schweden, wo er von 1992 bis 1999 in der Stadt Luleå für Plannja Basket spielte. 1997 und 1999 gewann er mit der Mannschaft die schwedische Meisterschaft. Elliott erzielte für Plannja in mehreren Spielzeiten der schwedischen Liga Mittelwerte von mehr als 20 Punkten je Begegnung. In der Saison 1998/99 war Elliott mit 23,1 Punkten je Begegnung der beste Korbschütze der Nordeuropäischen Basketball-Liga, erreichte mit Plannja in dem europäischen Wettbewerb das Endspiel und wurde als bester Spieler der Saison ausgezeichnet.
Anschließend wurde Elliott von BC Rytas verpflichtet. 2000 gewann er mit der Mannschaft die litauische Meisterschaft. Auch während seiner Zeit beim BC Ostende in Belgien wurde er Staatsmeister.
2002 wechselte Elliott nach Polen. Mit Ausnahme der Saison 2005/06, als er wieder in Schweden spielte, stand er bis zum Ende seiner Spielerlaufbahn bei polnischen Mannschaften unter Vertrag. Elliott nahm die polnische Staatsbürgerschaft an und kam zu Einsätzen in der Nationalmannschaft des Landes.
Elliott kehrte in die Vereinigten Staaten zurück. Er wurde im Bundesstaat Michigan beruflich im Immobiliengeschäft tätig und blieb dem Basketballsport als Trainer im Schulbereich verbunden.